# عضاضات عرضية
العضاضات العرضية (الاسم العلمي:†Diadectidae) هي فصيلة من الحيوانات تتبع رتبة أشباه العضاضات العرضية من طائفة شبيهات الزواحف.

## التصنيف
- العضاض العرضي